# Edward Szczepanik
 (janvier 2018).
Si vous disposez d'ouvrages ou d'articles de référence ou si vous connaissez des sites web de qualité traitant du thème abordé ici, merci de compléter l'article en donnant les références utiles à sa vérifiabilité et en les liant à la section « Notes et références ».
Edward Franciszek Szczepanik, né le 22 août 1915 à Suwałki et mort le 11 octobre 2005 dans le Worcestershire, est un économiste et homme d'État polonais (titulaire d'un doctorat d'économie, premier ministre du gouvernement polonais en exil à Londres de 1986 à 1990).

## Biographie
Edward Szczepanik fréquente le collège de garçons (actuellement le lycée d'enseignement général no 1 à Suwałki. En 1936, il sort diplômé de la faculté des sciences économiques de l’École des hautes études commerciales de Varsovie. Il obtient son master sous la direction du professeur Edward Lipiński. Il effectue son service militaire dans le 29e Régiment d'artillerie légère. Après avoir effectué son service militaire, il obtient une bourse de l’École d'économie et de sciences politiques de Londres (LSE) pour les études sous la direction des professeurs : Lionel Robbins, Friedrich von Hayek et Paul Rosenstein-Rodan. De retour de Londres, il devient professeur assistant à la faculté des sciences économiques de l’École des hautes études commerciales de Varsovie. Après la guerre, en 1953, il obtient son master en sciences économiques à LSE et ensuite, son diplôme de doctorat en 1956.
À la suite de l'agression de la Pologne par le Troisième Reich et l'URSS, il est interné en Lituanie. Après l’occupation de la Lituanie par l'Armée Rouge et l’annexion du pays par l’URSS, il est détenu par le NKVD (Commissariat du peuple aux Affaires intérieures). De 1940 à 1942, il est prisonnier des camps soviétiques à Kozielsk et dans la péninsule de Kola.
Libéré, à la suite de l’opération Barbarossa et des accords Sikorski-Maïsky, il se retrouve dans l’Armée Anders et ensuite, dans le Deuxième corps polonais sous les ordres du général Władysław Anders. En tant qu’officier (puis commandant) des forces armées polonaises, il participe à la bataille de Monte Cassino, Ancône et Bologne. Il est l’un des premiers soldats du Deuxième corps entrant à Bologne. Il sert aussi en tant qu’officier de liaison dans le Régiment royal de l'Artillerie (Drużyna Szkoleniowa Artylerii Królewskiej) commandé par le colonel R.R. Hoare. Après 1945, il est en exil.
Il est membre et président (de 1981 à 2003) de la Société Polonaise des Sciences et des Lettres à l’Etranger.

## Famille
Edward Szczepanik épouse Hanna Maria Janikowska le 29 juin 1946 à Rome. Ils ont quatre enfants: Barbara, Tadeusz, Zofia et Tomasz, tous nés à Londres.

## Carrière professionnelle
En tant qu’économiste, Szczepanik a travaillé dans de nombreux établissements d'enseignement supérieur, notamment :
- à l’École des hautes études commerciales de Varsovie (1938-1939)
- à l’Université polonaise de Londres (1947-1953)
- à l’Université des sciences et technologies de Hong Kong (1953-1961)
- au groupe consultatif de l’Université Harvard à Karachi, Pakistan (1961-1963)
- à l’Université du Sussex, Angleterre (1978-1981)
- à l’Université polonaise à l’Étranger (PUNO) de Londres  (1981-2005).

En plus, Edward Franciszek Szczepanik était consultant pour des organisations suivantes :
- Haut Commissariat des Nations unies pour les réfugiés (UNHCR – United Nations High Commission for Refugees), Hong Kong (1954)
- Commission économique et sociale pour l'Asie et le Pacifique (ECAFE – United Nations Economic Commission for Asia and the Far East), Bangkok, Thaïlande (1956)
- Organisation internationale du café (ICO – International Coffee Organisation), Londres (1975)
- premier conseiller de l'Organisation des Nations unies aux affaires de Hong Kong (1954-1955)
- Organisation des Nations unies pour l'alimentation et l'agriculture (FAO – Food and Agriculture Organization of the United Nations) (1963-1977).

## Politique polonaise
Edward Szczepanik est le fondateur et le président de l'Institut de Recherches des Affaires polonaises à Londres de 1951 à 1953 et de 1983  à 1986. Entre 1963 et 1977, il exerce aussi la fonction de représentant polonais (pour le Saint-Siège à Rome – une des fonctions exercées pour le gouvernement de la République de Pologne en exil). Jusqu'au 22 juin 1978, il est le délégué du gouvernement  de la République de Pologne près du Saint-Siège. Il est également membre du Conseil d’administration de la Société pour la recherche sur la diaspora polonaise (Zarząd Rady Porozumiewawczej Badań nad Polonią) et le président de la Société Polonaise des Sciences et des Lettres à l’Étranger (PTNO) de Londres. En 1981, il devient le ministre de l’Intérieur et le vice-premier ministre du gouvernement de la République de Pologne en exil. Le 7 avril 1986, il est nommé premier ministre du  gouvernement de la République de Pologne en exil. À la mort de Kazimierz Sabbat, son successeur Ryszard Kaczorowski, le président  de la République de Pologne en exil, demande à Szczepanik d'occuper son poste. En 1990, il renonce à ses fonctions à la suite de la décision de Kaczorowski de remettre à Lech Wałęsa, le premier Président de la Pologne élu lors des élections libres de 1990, les insignes du pouvoir présidentiel.
Entre 1990 et 1991, il dirige le Comité de Liquidation du gouvernement de la République de Pologne.

## Distinctions et récompenses
En 1945, il est honoré de la Croix de la Valeur. L’année suivante, il obtient la Croix du Mérite avec des Épées et quelques autres distinctions polonaises et britanniques. Il est également décoré de la Croix de Chevalier (1981), la Croix de Commandeur (1985), la Croix de Commandeur avec étoile (1986) ainsi que de l'Ordre Polonia Restituta (1989) par le président de la République de Pologne en exil. En 1992, il reçoit le titre du citoyen d'honneur de sa ville natale, Suwałki. En 1995, l’École des hautes études commerciales de Varsovie lui décerne le titre de docteur honoris causa. En 1996, le chef de district de Suwałki attribue à Szczepanik la Médaille du Mérite pour le district de Suwałki. La même année, le ministre de la Culture lui accorde la Médaille du Mérite pour la culture polonaise.
Edward Szczepanik meurt le 11 octobre 2005 dans le Worcestershire. Il est inhumé au cimetière de Suwałki, sa ville natale.